# Valltjärnen (Svegs socken, Härjedalen)
Valltjärnen är en sjö i Härjedalens kommun i Härjedalen och ingår i Ljusnans huvudavrinningsområde. Sjön har en area på 0,0907 kvadratkilometer och ligger 429,2 meter över havet. Sjön avvattnas av vattendraget Hundsjöån.

## Delavrinningsområde
Valltjärnen ingår i det delavrinningsområde (686285-143280) som SMHI kallar för Inloppet i Hundsjön. Medelhöjden är 483 meter över havet och ytan är 3,31 kvadratkilometer. Det finns ett avrinningsområde uppströms, och räknas det in blir den ackumulerade arean 4,23 kvadratkilometer. Hundsjöån som avvattnar avrinningsområdet har biflödesordning 3, vilket innebär att vattnet flödar genom totalt 3 vattendrag innan det når havet efter 260 kilometer. Avrinningsområdet består mestadels av skog (69 procent) och sankmarker (20 procent). Avrinningsområdet har 0,09 kvadratkilometer vattenytor vilket ger det en sjöprocent på 2,8 procent.